# Alain Djeumfa
Alain Djeumfa Defrasne (Bangou, 30 luglio 1972) è un allenatore di calcio camerunese, dal 2019 al 2022 selezionatore della nazionale femminile del Camerun.

## Carriera

### Allenatore
Djeumfa ha conseguito la licenza per allenatore UEFA a Hennef, in Germania, e ha iniziato la sua carriera presso la PWD Bamenda. Ha condotto la squadra al secondo posto nella massima serie camerunese nel 2003 e a qualificarsi per la Coppa della Confederazione CAF del 2004. Allenando l'Aigle Royal Menoua, ha portato la squadra a chiudere il torneo in seconda posizione nel 2005 e si è qualificata per la Coppa della Confederazione CAF 2006. È stato anche l'allenatore di Fovu Club, Botafogo FC, Canon Yaoundé e New Star de Douala.
Successivamente, Djeumfa ha iniziato a lavorare per la squadra nazionale femminile del Camerun. Il 26 gennaio 2019 è stato nominato primo allenatore della squadra alla Coppa del Mondo femminile FIFA 2019 in Francia, in sostituzione di Joseph Ndoko.